# Maddison-Lee Wesche
Maddison-Lee Wesche (* 13. Juni 1999 in Auckland) ist eine neuseeländische Leichtathletin, die sich auf das Kugelstoßen spezialisiert hat. Sie wurde bisher zweimal Ozeanienmeisterin, gewann 2022 eine Bronzemedaille bei den Commonwealth Games und 2024 eine Silbermedaille bei den Olympischen Spielen.

## Sportliche Laufbahn
Erste internationale Erfahrungen sammelte Maddison-Lee Wesche 2015 bei den Jugendweltmeisterschaften in Cali, bei denen sie mit 15,23 m in der Qualifikation ausschied, wie auch bei den U20-Weltmeisterschaften in Bydgoszcz im Jahr darauf mit 13,79 m. 2017 siegte sie bei den Ozeanienmeisterschaften in Suva mit 15,27 m und direkt anschließend auch bei den U20-Ozeanienmeisterschaften mit 14,90 m, die ebenfalls auf Fidji abgehalten wurden. 2018 siegte sie bei ihrer erneuten Teilnahme an den U20-Weltmeisterschaften in Tampere mit 17,09 m. Im Jahr darauf verteidigte sie bei den Ozeanienmeisterschaften in Townsville mit 18,04 m ihren Titel und wurde daraufhin bei der Sommer-Universiade in Neapel mit 17,22 m Sechste. 2021 erreichte sie bei den Olympischen Spielen in Tokio das Finale und belegte dort mit einer persönlichen Bestleistung von 18,98 m den sechsten Platz und im Jahr darauf siegte sie mit 18,49 m beim Sir Graeme Douglas International. Im Juli gelangte sie bei den Weltmeisterschaften in Eugene mit 19,50 m im Finale auf Rang sieben und anschließend gewann sie bei den Commonwealth Games in Birmingham mit 18,84 m die Bronzemedaille hinter der Kanadierin Sarah Mitton und Danniel Thomas-Dodd aus Jamaika.
2023 siegte sie mit 19,11 m beim Sir Graeme Douglas International und im August belegte sie bei den Weltmeisterschaften in Budapest mit 19,51 m im Finale den siebten Platz. Im Jahr darauf belegte sie bei den Hallenweltmeisterschaften in Glasgow mit neuer Bestleistung von 19,62 m den vierten Platz. Im April wurde sie bei der Xiamen Diamond League mit 19,63 m Zweite und im August gewann sie bei den Olympischen Sommerspielen in Paris mit neuer Bestleistung von 19,86 m im Finale die Silbermedaille hinter der Deutschen Yemisi Ogunleye. 2025 wurde sie bei den Hallenweltmeisterschaften in Nanjing mit 16,52 m 15.
In den Jahren 2017 und 2019 sowie von 2022 bis 2025 wurde Wesche neuseeländische Meisterin im Kugelstoßen.